# Неймовірні дуети
«Неймовірні дуети» – українське музичне талант-шоу, яке транслюється на «Новому каналі». У цьому шоу талановиті українці мають можливість виступити на одній сцені зі зірковими наставниками. Принципом програми є відкриття нових музичних талантів. Кожен випуск наповнений емоціями, музичними відкриттями та неймовірними виступами.

## Формат
Формат шоу передбачає, що кожен учасник обирає собі наставника з числа відомих українських артистів. Разом вони готують дуетні виступи, які оцінюють глядачі та журі.
Шоу складається з кількох етапів:
1. Кастинги – відбір учасників, які мають шанс потрапити до шоу.
2. Виступи в прямому етері – учасники разом зі своїми наставниками виконують пісні.
3. Голосування – глядачі та журі оцінюють виступи, визначаючи, хто продовжить участь у шоу.
4. Фінал – найкращі дуети змагаються за перемогу в шоу.

Цей формат дозволяє учасникам не лише продемонструвати свої вокальні здібності, але й отримати цінний досвід роботи з професіоналами музичної індустрії.

## Сезони
| Сезон | Прем'єра       | Фінал          | Переможець          | Друге місце                   | Третє місце              | Четверте місце | Тренер-переможець | Ведучий      | Зіркові наставники та судді | Зіркові наставники та судді | Зіркові наставники та судді | Зіркові наставники та судді | Зіркові наставники та судді | Зіркові наставники та судді | Зіркові наставники та судді | Зіркові наставники та судді |
| Сезон | Прем'єра       | Фінал          | Переможець          | Друге місце                   | Третє місце              | Четверте місце | Тренер-переможець | Ведучий      | 1                           | 2                           | 3                           | 4                           | 5                           | 6                           | 7                           | 8                           |
| ----- | -------------- | -------------- | ------------------- | ----------------------------- | ------------------------ | -------------- | ----------------- | ------------ | --------------------------- | --------------------------- | --------------------------- | --------------------------- | --------------------------- | --------------------------- | --------------------------- | --------------------------- |
| 1     | 27 серпня 2024 | 16 жовтня 2024 | Олександра Клименко | Анастасія Завадська (Krylata) | Дмитро Чумак (BLOCKBABY) | Ліза Бібікова  | Melovin           | Євген Таллер | Оля Полякова                | KOLA                        | Melovin                     | Tvorchi                     | Jerry Heil                  | Wellboy                     | Олександра Заріцька         | MONATIK                     |

## 1 сезон

### Учасники
- Переможець(-иця)
- Суперфіналіст (-тка)
- Фіналіст (-тка)
- Вибули

| Учасники                      | Рідне місто      | Вік | Тренер       | Випуск | Місце |
| ----------------------------- | ---------------- | --- | ------------ | ------ | ----- |
| Давид Стеблюк                 | Рівне            | 26  | Оля Полякова | 1      | 5     |
| Юлія Крейтор                  | Київ             | 34  | Оля Полякова | 1      | 12    |
| Давид Степанян                | Маріуполь        | 18  | KOLA         | 2      | 9     |
| Роман Мельник                 | Тернопільщина    | 20  | KOLA         | 2      | 15    |
| Ліза Бібікова                 | Вишгород         | 17  | Melovin      | 3      | 4     |
| Олександра Клименко           | Київ             | 21  | Melovin      | 3      | 1     |
| Поздняков Андрій Вадимович    | Вишневе          | 28  | Tvorchi      | 4      | 6     |
| Микола Ярошенко               | Київ             | 26  | Tvorchi      | 4      | 10    |
| Андрій Янкощук                | Івано-Франківськ | 24  | Wellboy      | 5      | 7     |
| Катерина Циганко (TAMASHI)    | Дніпро           | 19  | Wellboy      | 5      | 16    |
| Анастасія Ковальська          | Хмельницький     | 20  | Jerry Heil   | 6      | 11    |
| Максим Ткачов (SKOMOROH)      | Одеса            | 27  | Jerry Heil   | 6      | 8     |
| Дмитро Чумак (BLOCKBABY)      | Вінниця          | 26  | KAZKA        | 7      | 3     |
| Тереса Паредес                | Київ             | 23  | KAZKA        | 7      | 13    |
| Анастасія Завадська (Krylata) | Нетішин          | 20  | MONATIK      | 8      | 2     |
| Назар Туманік (TUMAZAR)       | Київ             | 26  | MONATIK      | 8      | 14    |

### 1 випуск
Перший випуск розпочався з онлайн-кастингу. Учасники надсилали свої музичні відеозаписи, які оцінювали зіркові наставники, такі як Оля Полякова.

### Кастинг
- Переможець(-иця)
- Потрапить до голосування
- Потрапить до обговорення
- Вибули

| Учасники              | Рідне місто      | Вік | Місце |
| --------------------- | ---------------- | --- | ----- |
| Євгеній Арья          | Київ             | 24  | 3     |
| AquaLatex             | Київ             | 26  |       |
| Дар'я Коневецька      | Дніпро           | 29  |       |
| SVITLA                | Київ             | 37  |       |
| NANAVA                | Харків           | 23  |       |
| Юлія Крейтор          | Київ             | 34  | 2     |
| Василь Бисага         | Львів            | 23  | 4     |
| Ігор Мотін            | Одеса            | 24  |       |
| Ярослав Христюк       | Літин            | 16  |       |
| Аліна Іванова         | Миколаїв         | 26  |       |
| Роман Удовиченко      | Львів            | 19  |       |
| Роман Клюба           | Івано-Франківськ | 25  |       |
| Анастасія Маляревська | Тернопіль        | 20  |       |
| Давид Стеблюк         | Рівне            | 26  | 1     |

### Прямий етер
| № | Тренер       | Учасник       | Пісня     | Голосування наставників | Голосування наставників | Голосування наставників | Голосування наставників | Голосування наставників | Голосування наставників | Голосування наставників |
| № | Тренер       | Учасник       | Пісня     | Tvorchi                 | Wellboy                 | MONATIK                 | KOLA                    | Melovin                 | Олександра Заріцька     | Jerry Heil              |
| - | ------------ | ------------- | --------- | ----------------------- | ----------------------- | ----------------------- | ----------------------- | ----------------------- | ----------------------- | ----------------------- |
| 1 | Оля Полякова | Юлія Крейтор  | Ой, боже! |                         |                         |                         |                         |                         |                         |                         |
| 2 | Оля Полякова | Давид Стеблюк | Ніч       |                         |                         |                         |                         |                         |                         |                         |

### 2 випуск
у Другому випуску зірковою наставницею була українська співачка Kola. Вона обрала двох найкращих учасників, які стали її дуетними партнерами.

### Кастинг
- Переможець(-иця)
- Потрапить до голосування
- Потрапить до обговорення
- Вибули

| Учасники                     | Рідне місто | Вік | Місце |
| ---------------------------- | ----------- | --- | ----- |
| Владислав Пронькін           | Тернівка    | 21  | 3     |
| Віталій Окс                  | Львів       | 21  |       |
| Владислава Цицьора           | Устилуг     | 22  |       |
| Анастасія Тонасічук          | Київ        | 25  |       |
| Давид Степанян (David Glads) | Маріуполь   | 18  | 1     |
| Ірина Слюнько                | Херсон      | 36  |       |
| Михайло Малишев              | Одеса       | 19  |       |
| Ілля Кубай                   | Рівне       | 26  |       |
| Софія Півень                 | Кривий Ріг  | 21  | 4     |
| Роман Мельник                | Добрівляни  | 20  | 2     |

### Прямий етер
| № | Тренер | Учасник                      | Пісня     | Голосування наставників | Голосування наставників | Голосування наставників | Голосування наставників | Голосування наставників | Голосування наставників | Голосування наставників |
| № | Тренер | Учасник                      | Пісня     | Tvorchi                 | Wellboy                 | MONATIK                 | Оля Полякова            | Melovin                 | Олександра Заріцька     | Jerry Heil              |
| - | ------ | ---------------------------- | --------- | ----------------------- | ----------------------- | ----------------------- | ----------------------- | ----------------------- | ----------------------- | ----------------------- |
| 1 | KOLA   | Давид Степанян (David Glads) | Сміття    |                         |                         |                         |                         |                         |                         |                         |
| 2 | KOLA   | Роман Мельник                | Чи разом? |                         |                         |                         |                         |                         |                         |                         |

### 3 випуск
Наставником цього випуску став Mélovin, відомий своїм екстравагантним стилем та потужним голосом.

### Кастинг
- Переможець(-иця)
- Потрапить до голосування
- Потрапить до обговорення
- Вибули

| Учасники            | Рідне місто | Вік | Місце |
| ------------------- | ----------- | --- | ----- |
| Діана Андрушко      | Тернопіль   | 25  |       |
| Руслана Яковлева    | Миколаїв    | 19  | 3     |
| Марина Сердешнюк    | Київ        | 28  |       |
| Олександра Клименко | Київ        | 20  | 2     |
| Дмитро Рак          | Київ        | 21  |       |
| Володимир Удовенко  | Буча        | 30  |       |
| Данило Вишневський  | Київ        | 22  | 4     |
| Денис Чоловський    | Київ        | 24  |       |
| Michael Yean        | Київ        | 29  |       |
| HAVKA               | Львів       | 21  |       |
| Ліза Бібікова       | Вишгород    | 17  | 1     |

### Прямий етер
| № | Тренер  | Учасник                     | Пісня          | Голосування наставників | Голосування наставників | Голосування наставників | Голосування наставників | Голосування наставників | Голосування наставників | Голосування наставників |
| № | Тренер  | Учасник                     | Пісня          | Tvorchi                 | KOLA                    | MONATIK                 | Оля Полякова            | Wellboy                 | Олександра Заріцька     | Jerry Heil              |
| - | ------- | --------------------------- | -------------- | ----------------------- | ----------------------- | ----------------------- | ----------------------- | ----------------------- | ----------------------- | ----------------------- |
| 1 | Melovin | Олександра Клименко (ISKRA) | Обиратиму себе |                         |                         |                         |                         |                         |                         |                         |
| 2 | Melovin | Ліза Бібікова               | Менуети        |                         |                         |                         |                         |                         |                         |                         |

### 4 випуск
Зірковим наставником цього випуску став український гурт TVORCHI, відомий своїм унікальним стилем та професіоналізмом.

### Кастинг
- Переможець(-иця)
- Потрапить до голосування
- Потрапить до обговорення
- Вибули

| Учасники                     | Рідне місто | Вік | Місце |
| ---------------------------- | ----------- | --- | ----- |
| Владислав Хохлан             | Вінниця     | 28  | 3     |
| Віолетта Козакова            | Харків      | 32  |       |
| YOZEFF                       | Київ        | 42  |       |
| Лада Тивончук (LADA SING)    | Рівне       | 26  |       |
| Євгеній Булах                | Київ        | 24  |       |
| JEZUSMAN                     | Київ        | 29  |       |
| Марія Максимова (MARI MAX)   | Запоріжжя   | 19  | 4     |
| Поздняков Андрій Вадимович   | Ірпінь      | 28  | 1     |
| Антоніна і Тамара Міронишини | Київ        | 24  |       |
| Микола Ярошенко              | Київ        | 26  | 2     |

### Прямий етер
| № | Тренер  | Учасник                    | Пісня                | Голосування наставників | Голосування наставників | Голосування наставників | Голосування наставників | Голосування наставників | Голосування наставників | Голосування наставників |
| № | Тренер  | Учасник                    | Пісня                | Wellboy                 | KOLA                    | MONATIK                 | Оля Полякова            | Melovin                 | Олександра Заріцька     | Jerry Heil              |
| - | ------- | -------------------------- | -------------------- | ----------------------- | ----------------------- | ----------------------- | ----------------------- | ----------------------- | ----------------------- | ----------------------- |
| 1 | Tvorchi | Поздняков Андрій Вадимович | «Каланхое»           |                         |                         |                         |                         |                         |                         |                         |
| 2 | Tvorchi | Микола Ярошенко            | Я піду в далекі гори |                         |                         |                         |                         |                         |                         |                         |

### 5 випуск
Зірковим наставником цього випуску став Wellboy, відомий своїм унікальним стилем та харизмою.

### Кастинг
- Переможець(-иця)
- Потрапить до голосування
- Потрапить до обговорення
- Вибули

| Учасники          | Рідне місто  | Вік | Місце |
| ----------------- | ------------ | --- | ----- |
| Юлія Лущинська    | Київ         | 26  |       |
| Роман Щербань     | Полтава      | 26  | 4     |
| Анна Погребна     | Київ         | 22  |       |
| Анна Кабатова     | Світловодськ | 23  |       |
| Андрій Янкощук    | Баня-Березів | 24  | 1     |
| Катерина Митєва   | Пшеничне     | 21  |       |
| Катерина Циганко  | Дніпро       | 19  | 2     |
| Володимир Новак   | Київ         | 28  |       |
| Роман Вознюк      | Луцьк        | 30  |       |
| Володимир Хоменко | Ірпінь       | 26  | 3     |

### Прямий етер
| № | Тренер  | Учасник                    | Пісня          | Голосування наставників | Голосування наставників | Голосування наставників | Голосування наставників | Голосування наставників | Голосування наставників | Голосування наставників |
| № | Тренер  | Учасник                    | Пісня          | Tvorchi                 | KOLA                    | MONATIK                 | Оля Полякова            | Melovin                 | Олександра Заріцька     | Jerry Heil              |
| - | ------- | -------------------------- | -------------- | ----------------------- | ----------------------- | ----------------------- | ----------------------- | ----------------------- | ----------------------- | ----------------------- |
| 1 | Wellboy | Катерина Циганко (TAMASHI) | Мені так треба |                         |                         |                         |                         |                         |                         |                         |
| 2 | Wellboy | Андрій Янкощук             | Буковинка      |                         |                         |                         |                         |                         |                         |                         |

### 6 випуск
Зірковою наставницею цього випуску стала Jerry Heil, відома своїм унікальним стилем та музичними експериментами.

### Кастинг
- Переможець(-иця)
- Потрапить до голосування
- Потрапить до обговорення
- Вибули

| Учасники             | Рідне місто  | Вік | Місце |
| -------------------- | ------------ | --- | ----- |
| Макс Корнел          | Київ         | 33  | 3     |
| TRINY T              | Харків       | 31  |       |
| Максим Ткачов        | Одеса        | 27  | 1     |
| Валерія Буковська    | Роздільна    | 19  |       |
| Арсен Вітрецький     | Львів        | 27  |       |
| Альвіна Захарченко   | Краків       | 27  |       |
| Микита Онащенко      | Київ         | 15  |       |
| Світлана Карачевська | Тернопіль    | 20  |       |
| Ескен Зова           | Сімферополь  | 42  | 4     |
| MARTA                | Київ         | 13  |       |
| Вадим Устименко      | Золотоноша   | 28  |       |
| Михайло Шевченко     | Дніпро       | 30  |       |
| Аліна Оверченко      | Біла Церква  | 28  |       |
| Анастасія Ковальська | Хмельницький | 20  | 2     |

### Прямий етер
| № | Тренер     | Учасник                  | Пісня       | Голосування наставників | Голосування наставників | Голосування наставників | Голосування наставників | Голосування наставників | Голосування наставників | Голосування наставників |
| № | Тренер     | Учасник                  | Пісня       | Tvorchi                 | KOLA                    | MONATIK                 | Оля Полякова            | Melovin                 | Олександра Заріцька     | Wellboy                 |
| - | ---------- | ------------------------ | ----------- | ----------------------- | ----------------------- | ----------------------- | ----------------------- | ----------------------- | ----------------------- | ----------------------- |
| 1 | Jerry Heil | Анастасія Ковальська     | Опіки       |                         |                         |                         |                         |                         |                         |                         |
| 2 | Jerry Heil | Максим Ткачов (SKOMOROH) | Така, як ти |                         |                         |                         |                         |                         |                         |                         |

### 7 випуск
Зірковою наставницею цього випуску стала солістка гурту «KAZKA» Олександра Заріцька. Гурт відомий своїм унікальним стилем та хітами.

### Кастинг
- Переможець(-иця)
- Потрапить до голосування
- Потрапить до обговорення
- Вибули

| Учасники                 | Рідне місто | Вік | Місце |
| ------------------------ | ----------- | --- | ----- |
| Олександра Калугіна      | Біла Церква | 28  |       |
| Максим Ващинський        | Маріуполь   | 19  | 3     |
| Софія Артеменко          | Сміла       | 15  |       |
| Дмитро Чумак (BLOCKBABY) | Вінниця     | 26  | 1     |
| Sowa                     | Жовква      | 19  |       |
| Анна Гадоміч             | Миколаїв    | 23  |       |
| Олександр Горошко        | Біла Церква | 38  |       |
| DISKBRICK                | Харків      | 20  |       |
| Дмитро Гирявець          | Київ        | 25  | 4     |
| Тереса Паредес           | Київ        | 23  | 2     |

### Прямий етер
| № | Тренер              | Учасник                  | Пісня    | Голосування наставників | Голосування наставників | Голосування наставників | Голосування наставників | Голосування наставників | Голосування наставників | Голосування наставників |
| № | Тренер              | Учасник                  | Пісня    | Tvorchi                 | KOLA                    | MONATIK                 | Оля Полякова            | Melovin                 | Wellboy                 | Jerry Heil              |
| - | ------------------- | ------------------------ | -------- | ----------------------- | ----------------------- | ----------------------- | ----------------------- | ----------------------- | ----------------------- | ----------------------- |
| 1 | Олександра Заріцька | Тереса Паредес           | Вічність |                         |                         |                         |                         |                         |                         |                         |
| 2 | Олександра Заріцька | Дмитро Чумак (Blockbaby) | Дощем    |                         |                         |                         |                         |                         |                         |                         |

### 8 випуск
У восьмому випуску зірковим наставником був Монатік. Він відомий своїм унікальним стилем, енергійними виступами та креативністю.

### Кастинг
- Переможець(-иця)
- Потрапить до голосування
- Потрапить до обговорення
- Вибули

| Учасники                      | Рідне місто | Вік | Місце |
| ----------------------------- | ----------- | --- | ----- |
| Олена Півень                  | Київ        | 22  |       |
| RUFKA                         | Біла Церква | 26  |       |
| TRIKZZZTER                    | Київ        | 30  |       |
| Яків Коваль                   | Дніпро      | 19  |       |
| Олександр Кривицький          | Привітне    | 13  |       |
| Максим Герук                  | Вараш       | 21  |       |
| Роман Гаращук                 | Донецьк     | 28  |       |
| Валентин Параскевич           | Херсон      | 21  |       |
| Назар Пастернак               | Львів       | 22  |       |
| KUGATESSA                     | Київ        | 29  |       |
| Артем Межвинський             | Вінниця     | 27  |       |
| Людмила Григорів              | Дрогобич    | 26  |       |
| Ельвін Артунов                | Дніпро      | 27  |       |
| Назар Туманік (TUMAZAR)       | Київ        | 26  | 2     |
| Катерина Куліченко            | Запоріжжя   | 30  |       |
| Анастасія Паламар (ANSTAY)    | Енергодар   | 19  |       |
| Карина Вараді                 | Біла Церква | 20  |       |
| Єлизавета Шафорост (ESELISHA) | Сімферополь | 19  | 3     |
| Ігор Шелудяков (YNGWIE SHEL)  | Донецьк     | 27  | 4     |
| Анастасія Завадська (Krylata) | Нетішин     | 20  | 1     |
| Артем Забелін                 | Запоріжжя   | 33  |       |
| Оксана Семченкова             | Керч        | 32  |       |
| NANA                          | Вишневе     | 18  |       |

### Прямий етер
| № | Тренер  | Учасник                       | Пісня          | Голосування наставників | Голосування наставників | Голосування наставників | Голосування наставників | Голосування наставників | Голосування наставників | Голосування наставників |
| № | Тренер  | Учасник                       | Пісня          | Tvorchi                 | KOLA                    | Оля Полякова            | Melovin                 | Wellboy                 | Олександра Заріцька     | Jerry Heil              |
| - | ------- | ----------------------------- | -------------- | ----------------------- | ----------------------- | ----------------------- | ----------------------- | ----------------------- | ----------------------- | ----------------------- |
| 1 | MONATIK | Назар Туманік (TUMAZAR)       | Кохаєш?        |                         |                         |                         |                         |                         |                         |                         |
| 2 | MONATIK | Анастасія Завадська (Krylata) | Милий, не плач |                         |                         |                         |                         |                         |                         |                         |